# Valerio Chiappo
Valerio Chiappo (Settimo Torinese, 7 agosto 1912 – ...) è stato un calciatore italiano, di ruolo centrocampista.

## Carriera
Dopo aver giocato nel Valle Mosso, debuttò in Serie A con il Casale.
Successivamente giocò col Trino e la Juventus Domo.